# 5º Congresso degli Stati Uniti d'America
Il 5º Congresso degli Stati Uniti d'America, formato dal Senato e dalla Camera dei rappresentanti, si è riunito presso la Congress Hall di Filadelfia dal 4 marzo 1797 al 4 marzo 1799, durante i primi due anni della presidenza di John Adams. In questo Congresso il Partito Federalista ha riottenuto il controllo della Camera dei rappresentanti, avendo già il controllo del Senato.

## Contesto ed eventi importanti
Dopo la conclusione del trattato di Jay con l'impero britannico, gli Stati Uniti si videro coinvolti in un conflitto diplomatico (quasi sfociato in una guerra vera e propria) con la Francia, con la quale si interruppero addirittura le relazioni diplomatiche. Il Congresso fu assoluto protagonista di questo frangente: nota è una vera e propria rissa scoppiata alla Camera tra il deputato del Connecticut Roger Griswold e quello del Vermont Matthew Lyon nel momento in cui il presidente Adams chiese l'appoggio del Congresso per rinnovare gli sforzi diplomatici al fine di evitare il conflitto con la Francia. Nell'ambito di questa fase, il Congresso ha istituito il corpo dei Marines e approvato i durissimi Alien and Seditions Acts, promossi e fatti approvare dalla maggioranza federalista.

### Cronologia
- 4 marzo 1797: John Adams diventa ufficialmente Presidente degli Stati Uniti con Vicepresidente Thomas Jefferson.
- 8 luglio 1797: il Senato espelle il senatore del Tennessee William Blount, accusato di aver collaborato con la Corona britannica per acquisire il controllo della Louisiana spagnola nella speranza di veder aumentato il valore dei suoi terreni al confine con questa regione. Blount è stato il primo funzionario federale a subire una procedura di impeachment[2].
- 11 luglio 1798: il Congresso approva la creazione del corpo dei Marines.
- 1797-1798: una missione diplomatica statunitense in Francia (inviata allo scopo di concludere un trattato simile a quello stretto con l'Impero britannico) viene avvicinata da un gruppo di agenti del ministro degli esteri francese Talleyrand che, in cambio di denaro, avrebbero promesso una conclusione positiva delle trattative. Scoppia il cosiddetto "affare XYZ".

## Atti legislativi più importanti approvati

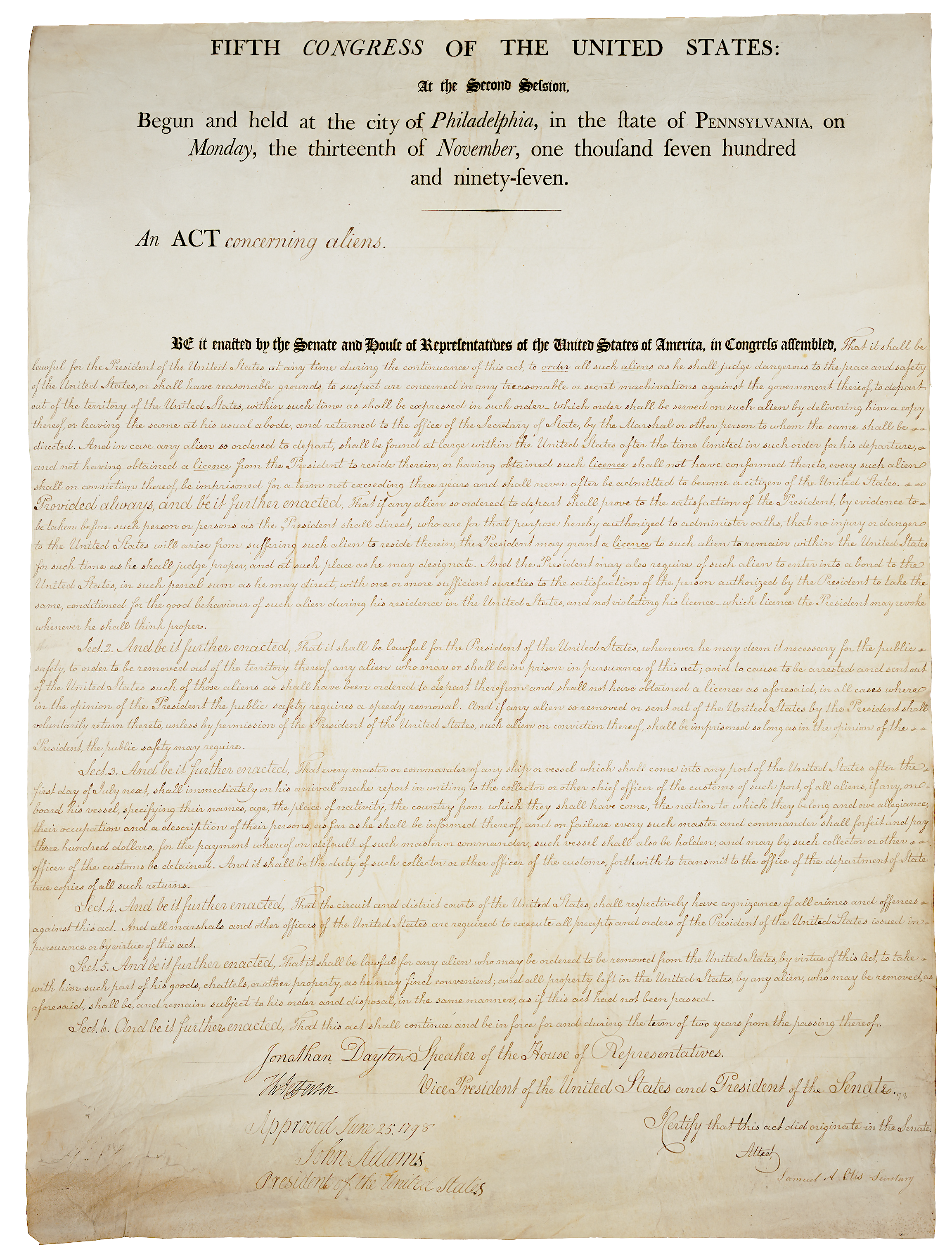
"An Act concerning Aliens", recita il titolo di questa legge del 1798, una delle quattro leggi che compongono il gruppo di norme noto come Alien and Sedition Acts.

- "An Act concerning Aliens", recita il titolo di questa legge del 1798, una delle quattro leggi che compongono il gruppo di norme noto come Alien and Sedition Acts.30 aprile 1798: 1 Stat. 553, ch. 35 (An Act to establish an Executive department, to be denominated the Department of the Navy) - La legge istituisce il Dipartimento della Marina, a cui faranno capo le forze navali (compresa la Guardia Costiera in tempo di guerra) e il corpo dei Marines (creato successivamente).
- 18 giugno 1798: 1 Stat. 566, ch. 54 (An Act supplementary to and to amend the act, intituled "An Act to establish an uniform rule of naturalization; and to repeal the act heretofore passed on that subject") - La legge (la prima di una serie di novità legislative note come Alien and Sediction Acts) aumenta da 5 a 14 anni il periodo di residenza in territorio statunitense necessario per poter richiedere la cittadinanza.
- 25 giugno 1798: 1 Stat. 570, ch. 58 (An Act concerning Aliens) - La legge (per un periodo limitato di tempo, ovvero due anni dall'approvazione) autorizza il Presidente degli Stati Uniti a imprigionare e deportare stranieri considerati pericolosi
- 6 luglio 1798: 1 Stat. 577, ch. 66 (An Act respecting Alien Enemies) - La legge estende la precedente norma descritta ai cittadini di paesi in stato di guerra contro gli Stati Uniti.
- 9 luglio 1798: 1 Stat. 578, ch. 68 (An Act further to protect the Commerce of the United States) - La legge autorizza il Presidente degli Stati Uniti ad utilizzare la forza militare nell'ambito del conflitto quasi imminente contro la Francia.
- 11 luglio 1798: 1 Stat. 594, ch. 72 (An Act for the establishing and organizing a Marine Corps) - La legge istituisce il corpo dei Marines, una forza di fanteria anfibia largamente autonoma ma comunque inserita nell'organizzazione della Marina statunitense.
- 14 luglio 1798: 1 Stat. 596, ch. 74 (An Act in addition to the act, entitled "An act for the punishment of certain crimes against the United States") - La legge crea una serie di reati perseguibili fino al 3 marzo 1801, fra cui quello di false dichiarazioni dannose per il governo federale.
- 16 luglio 1798: 1 Stat. 605, ch. 77 (An Act for the relief of sick and disabled Seamen) - La legge istituisce il Marine Hospital Service, ovvero un servizio sanitario specifico per i marinai della Marina mercantile e della Guardia Costiera. Il Marine Hospital Service costituisce il prodromo dell'odierno sistema sanitario pubblico statunitense.

## Territori
- 7 aprile 1798: 1 Stat. 549, ch. 28 - Viene istituito il Territorio del Mississippi, prelevando una parte di territorio della Georgia e una parte dalla Carolina del Sud (che nel 1817 diventerà, nella sua porzione occidentale, l'odierno Stato del Mississippi).

## Trattati
- 7 giugno 1797: Trattato di Tripoli - Stati Uniti e Tripoli (l'odierna Libia) stringono un patto per garantire il diritto di navigazione alle navi commerciali statunitensi nel Mar Mediterraneo e per proteggerle dai corsari barbareschi.
- 7 luglio 1797: 1 Stat. 578, ch. 67 (An Act to declare the treaties heretofore concluded with France, no longer obligatory on the United States) - La legge dichiara estinti qualsiasi trattato firmato con la Francia fino a quel momento.

## Partiti

### Senato

La carta che illustra la posizione politica dei diversi stati nel 5º Congresso.

|                               | Partiti         | Partiti |         |   |
| ----------------------------- | --------------- | ------- | ------- | - |
|                               |                 |         |         |   |
| Democratico-Repubblicano (DR) | Federalista (F) | Totali  | Vacanti |   |
| Congresso precedente          | 11              | 21      | 32      | 0 |
|                               |                 |         |         |   |
| Inizio                        | 9               | 22      | 31      | 1 |
| Fine                          | 9               | 22      | 31      | 1 |
| % Fine                        | 29,0%           | 71,0%   |         |   |
|                               |                 |         |         |   |
| Inizio Congresso successivo   | 9               | 22      | 31      | 1 |

### Camera dei rappresentanti
|                             | Partiti                       | Partiti         |        |         |
| --------------------------- | ----------------------------- | --------------- | ------ | ------- |
|                             |                               |                 |        |         |
|                             | Democratico-Repubblicano (DR) | Federalista (F) | Totali | Vacanti |
| Congresso precedente        | 59                            | 47              | 106    | 0       |
|                             |                               |                 |        |         |
| Inizio                      | 49                            | 56              | 105    | 1       |
| Fine                        | 50                            | 56              | 106    | 0       |
| % Fine                      | 47,2%                         | 52,8%           |        |         |
|                             |                               |                 |        |         |
| Inizio Congresso successivo | 46                            | 60              | 106    | 0       |

## Leadership

### Senato
- Il presidente del Senato (nonché Vicepresidente degli Stati Uniti) Thomas Jefferson.Presidente: Thomas Jefferson (DR)
- Presidente pro tempore:

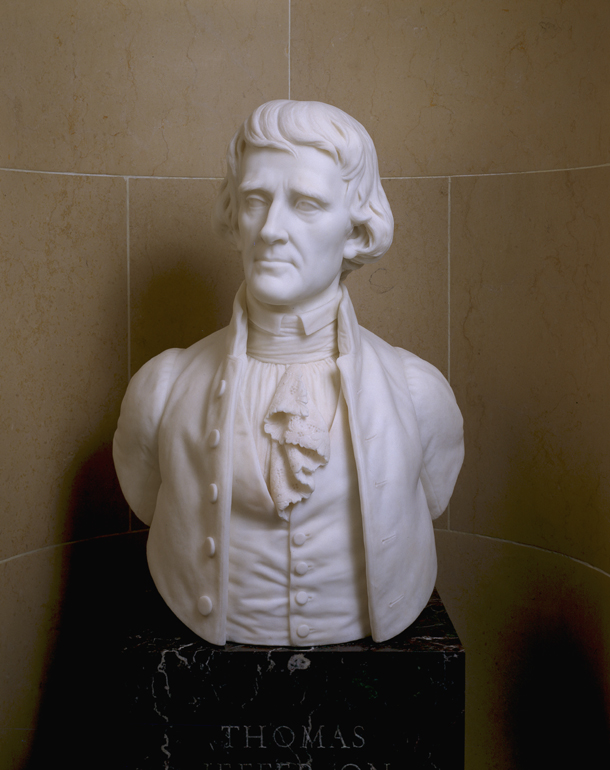
Il presidente del Senato (nonché Vicepresidente degli Stati Uniti) Thomas Jefferson.

  - William Bradford (F), eletto il 6 luglio 1797
  - Jacob Read (F), eletto il 22 novembre 1797
  - Theodore Sedgwick (F), eletto il 27 giugno 1798
  - John Laurance (F), eletto il 6 dicembre 1798
  - James Ross (F), eletto il 1º marzo 1799

### Camera dei rappresentanti
- Speaker: Jonathan Dayton (F)

## Membri

### Senato

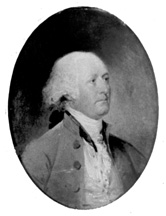
Il presidente pro tempore del Senato Jacob Read.

I senatori sono eletti ogni due anni, e ad ogni Congresso ne viene rinnovato un terzo. Prima del nome di ogni senatore viene indicata la "classe", ovvero il ciclo di elezioni in cui è stato eletto. Nel 5º Congresso furono sottoposti ad elezione i senatori di classe 2.
Carolina del Nord
- 2. Alexander Martin (DR)
- 3. Timothy Bloodworth (DR)

Carolina del Sud
- 2. John Hunter (DR), fino al 26 novembre 1798

     Charles Pinckney (DR), dal 6 dicembre 1798
- 3. Jacob Read (F)

Connecticut
- 1. James Hillhouse (F)
- 3. Uriah Tracy (F)

Delaware
- 1. Henry Latimer (F)
- 2. John Vining (F), fino al 19 gennaio 1798

     Joshua Clayton (F), dal 19 gennaio 1798 all'11 agosto 1798
     William H. Wells (F), dal 17 gennaio 1799
Georgia
- 2. Josiah Tattnall (DR)
- 3. James Gunn (F)

Kentucky
- 2. John Brown (DR)
- 3. Humphrey Marshall (F)

Maryland
- 1. John Eager Howard (F)
- 3. John Henry (F), fino al 10 dicembre 1797

     James Lloyd (F), dall'11 dicembre 1797
Massachusetts
- 1. Benjamin Goodhue (F)
- 2.Theodore Sedgwick (F)

New Hampshire
- 2. Samuel Livermore (F)
- 3. John Langdon (DR)

New Jersey
- 1. John Rutherfurd (F), fino al 26 novembre 1798

     Franklin Davenport (F), dal 5 dicembre 1798
- 2. Richard Stockton (F)

New York
- 1. Philip Schuyler (F), fino al 3 gennaio 1798

     John S. Hobart (F), dall'11 gennaio 1798 al 16 aprile 1798
     William Forth (F), dal 5 maggio 1798 al 17 agosto 1798
     James Watson (F), dal 17 agosto 1798
- 3. John Laurance (F)

Pennsylvania
- 1. James Ross (F)
- 3. William Bingham (F)

Rhode Island
- 1. Theodore Foster (F)
- 2. William Bradford (F), fino all'ottobre 1797

     Ray Greene (F), dal 13 novembre 1797
Tennessee
- 1. William Cocke (DR), dal 15 maggio 1797 al 26 settembre 1797

     Andrew Jackson (DR), dal 26 settembre 1797 all'aprile 1798
     Daniel Smith (DR), dal 6 ottobre 1797
- 2. William Blount (DR), fino all'8 luglio 1797

     Joseph Anderson (DR), dal 26 settembre 1797
Vermont
- 1. Isaac Tichenor (F), fino al 17 ottobre 1797

     Nathaniel Chipman (F), dal 17 ottobre 1797
- 3. Elijah Paine (F)

Virginia
- 1. Stevens Mason (DR)
- 2. Henry Tazewell (DR), fino al 24 gennaio 1799

### Camera dei rappresentanti

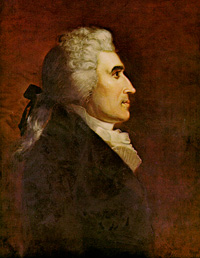
Lo speaker della Camera dei rappresentanti Jonathan Dayton.

Nell'elenco, prima del nome del membro, viene indicato il distretto elettorale di provenienza o se quel membro è stato eletto in un collegio unico (at large).
Carolina del Nord
- 1. Joseph McDowell (DR)
- 2. Matthew Locke (DR)
- 3. Robert Williams (DR)
- 4. Richard Stanford (DR)
- 5. Nathaniel Macon (DR)
- 6. James Gillespie (DR)
- 7. William Barry Grove (F)
- 8. Dempsey Burges (DR)
- 9. Thomas Blount (DR)
- 10. Nathan Bryan (DR), fino al 4 giugno 1798

     Richard D. Spaight (DR), dal 10 dicembre 1798
Carolina del Sud
- 1. William L. Smith (F), fino al 10 luglio 1797

     Thomas Pinckney (F), dal 23 novembre 1797
- 2. John Rutledge, Jr. (F)
- 3. Lemuel Benton (DR)
- 4. Thomas Sumter (DR)
- 5. Robert G. Harper (F)
- 6. William Smith (DR)

Connecticut
- At-large. John Allen (F)
- At-large. Joshua Coit (F), fino al 5 settembre 1798
- Jonathan Brace (F), dal 3 dicembre 1798
- At-large. Samuel W. Dana (F)
- At-large. James Davenport (F), fino al 3 agosto 1797

     William Edmond (F), dal 13 novembre 1797
- At-large. Chauncey Goodrich (F)
- At-large. Roger Griswold (F)
- At-large. Nathaniel Smith (F)

Delaware
- At-large. James A. Bayard (F)

Georgia
- At-large. Abraham Baldwin (DR)
- At-large. John Milledge (DR)

Kentucky
- 1. Thomas T. Davis (DR)
- 2. John Fowler (DR)

Maryland
- 1. George Dent (F)
- 2. Richard Sprigg, Jr. (DR)
- 3. William Craik (F)
- 4. George Baer, Jr. (F)
- 5. Samuel Smith (DR)
- 6. William Matthews (F)
- 7. William Hindman (F)
- 8. John Dennis (F)

Massachusetts
- 1. Thomson J. Skinner (DR)
- 2. William Shepard (F)
- 3. Samuel Lyman (F)
- 4. Dwight Foster (F)
- 5. Nathaniel Freeman, Jr. (F)
- 6. John Reed, Sr. (F)
- 7. Stephen Bullock (F)
- 8. Harrison G. Otis (F)
- 9. Joseph B. Varnum (DR)
- 10. Samuel Sewall (F)
- 11. Theophilus Bradbury (F), fino al 24 luglio 1797

     Bailey Bartlett (F), dal 27 novembre 1797
- 12. Isaac Parker (F)
- 13. Peleg Wadsworth (F)
- 14. George Thatcher (F)

New Hampshire
- At-large. Abiel Foster (F)
- At-large. Jonathan Freeman (F)
- At-large. William Gordon (F)
- At-large. Jeremiah Smith (F), fino al 26 luglio 1797

     Peleg Sprague (F), dal 15 dicembre 1797
New Jersey
- At-large. Jonathan Dayton (F)
- At-large. James H. Imlay (F)
- At-large. James Schureman (F)
- At-large. Thomas Sinnickson (F)
- At-large. Mark Thomson (F)

New York
- 1. Jonathan Havens (DR)
- 2. Edward Livingston (DR)
- 3. Philip Van Cortlandt (DR)
- 4. Lucas C. Elmendorf (DR)
- 5. David Brooks (F)
- 6. Hezekiah L. Hosmer (F)
- 7. John E. Van Alen (F)
- 8. Henry Glen (F)
- 9. John Williams (DR)
- 10. James Cochran (F)

Pennsylvania
- 1. John Swanwick (DR), fino al 31 luglio 1798

     Robert Waln (F), dal 3 dicembre 1798
- 2. Blair McClenachan (DR)
- 3. Richard Thomas (F)
- 4. Vacante fino al 18 gennaio 1796

     John Chapman (F)
- 4. Samuel Sitgreaves (F), fino al 1798

     Robert Brown (DR), dal 4 dicembre 1798
- 5. George Ege (F), fino all'ottobre 1797

     Joseph Hiester (DR), dal 1º dicembre 1797
- 6. John A. Hanna (DR)
- 7. John W. Kittera (F)
- 8. Thomas Hartley (F)
- 9. Andrew Gregg (DR)
- 10. David Bard (DR)
- 11. William Findley (DR)
- 12. Albert Gallatin (DR)

Rhode Island
- At-large. Christopher G. Champlin (F) Benjamin Bourne (F), fino al 13 ottobre 1796
- At-large. Elisha Potter (F), fino al 1797

     Thomas Tillinghast (F), dal 13 novembre 1797
Tennessee
- At-large. Andrew Jackson (DR), fino al settembre 1797

     William C.C. Claiborne (DR) dal 23 novembre 1797
Vermont
- 1. Matthew Lyon (DR)
- 2. Lewis R. Morris (F), dal 24 maggio 1797

Virginia
- 1. Daniel Morgan (F)
- 2. David Holmes (DR)
- 3. James Machir (F)
- 4. Abram Trigg (DR)
- 5. John J. Trigg (DR)
- 6. Matthew Clay (DR)
- 7. Abraham B. Venable (DR)
- 8. Thomas Claiborne (DR)
- 9. William B. Giles (DR), fino al 2 ottobre 1798

     Joseph Eggleston (DR), dal 3 dicembre 1798
- 10. Carter B. Harrison (DR)
- 11. Josiah Parker (F)
- 12. Thomas Evans (F)
- 13. John Clopton (DR)
- 14. Samuel J. Cabell (DR)
- 15. John Dawson (DR)
- 16. Anthony New (DR)
- 17. Richard Brent (DR)
- 18. John Nicholas (DR)
- 19. Walter Jones (DR)

## Cambiamenti nella rappresentanza

### Senato
| Stato (classe)       | Membro precedente    | Ragione del cambiamento                                                | Successore             | Data della successione                                                                  |
| -------------------- | -------------------- | ---------------------------------------------------------------------- | ---------------------- | --------------------------------------------------------------------------------------- |
| Tennessee (1)        | Seggio vacante       | Lo stato del Tennessee non è riuscito a nominare in tempo un senatore. | William Cocke (DR)     | Nominato ad interim il 15 maggio 1797                                                   |
| Tennessee (2)        | William Blount (DR)  | Blount è stato espulso dal Senato l'8 luglio 1797.                     | Joseph Anderson (DR)   | Eletto il 26 settembre 1797                                                             |
| Tennessee (1)        | William Cocke (DR)   | L'incarico ad interim di Cocke si è concluso il 26 settembre 1797.     | Andrew Jackson (DR)    | Eletto il 26 settembre 1797                                                             |
| Rhode Island (2)     | William Bradford (F) | Bradford si è dimesso nell'ottobre 1797.                               | Ray Greene (F)         | Eletto il 13 novembre 1797                                                              |
| Vermont (1)          | Isaac Tichenor (F)   | Tichenor si è dimesso il 17 ottobre 1797                               | Nathaniel Chipman (F)  | Eletto il 17 ottobre 1797                                                               |
| Maryland (3)         | John Henry (F)       | Henry si è dimesso il 10 dicembre 1797.                                | James Lloyd (F)        | Eletto l'11 dicembre 1797                                                               |
| New York (1)         | Philip Schuyler (F)  | Schuyler si è dimesso il 3 gennaio 1798.                               | John S. Hobart (F)     | Eletto l'11 gennaio 1798                                                                |
| Delaware (2)         | John Vining (F)      | Vining si è dimesso il 19 gennaio 1798.                                | Joshua Clayton (F)     | Eletto il 19 gennaio 1798                                                               |
| Tennessee (1)        | Andrew Jackson (DR)  | Jackson si è dimesso nell'aprile 1798.                                 | Daniel Smith (DR)      | Nominato il 6 ottobre 1798                                                              |
| New York (1)         | John S. Hobart (F)   | Hobart si è dimesso il 16 aprile 1798.                                 | William North (F)      | Nominato ad interim il 5 maggio 1798                                                    |
| Delaware (2)         | Joshua Clayton (F)   | Clayton è deceduto l'11 agosto 1798.                                   | William H. Wells (F)   | Eletto il 17 gennaio 1799                                                               |
| New York (1)         | William North (F)    | L'incarico ad interim di North si è concluso il 17 agosto 1798.        | James Watson (F)       | Eletto il 17 agosto 1798                                                                |
| New Jersey (1)       | John Rutherfurd (F)  | Rutherfurd si è dimesso il 26 novembre 1798                            | Franklin Davenport (F) | Nominato il 5 dicembre 1798                                                             |
| Carolina del Sud (2) | John Hunter (DR)     | Hunter si è dimesso il 26 novembre 1798                                | Charles Pinckney (DR)  | Eletto il 6 dicembre 1798                                                               |
| Virginia (2)         | Henry Tazewell (DR)  | Tazewell è deceduto il 24 gennaio 1799                                 | Seggio vacante         | Il seggio è rimasto vacante fino alla conclusione della durata in carica del Congresso. |

### Camera dei rappresentanti
| Distretto              | Membro precedente       | Ragione del cambiamento | Successore                  | Data della successione        |
| ---------------------- | ----------------------- | --- | --------------------------- | ----------------------------- |
| 2° Vermont             | Seggio vacante          | Daniel Buck (F) ha rifiutato il seggio nonostante abbia vinto le elezioni. Si sono dunque fissate nuove elezioni il 23 maggio 1797. | Lewis R. Morris (F)         | 24 maggio 1797                |
| At-large Rhode Island  | Elisha Potter (F)       | Potter si è dimesso nel 1797. Si sono fissate nuove elezioni il 29 agosto 1797.                                                     | Thomas Tillinghast (F)      | Insediato il 13 novembre 1797 |
| 1° Carolina del Sud    | William L. Smith (F)    | Smith si è dimesso il 10 luglio 1797. Si sono fissate nuove elezioni il 4-5 settembre 1797.                                         | Thomas Pinckney (F)         | Insediato il 23 novembre 1797 |
| 11° Massachusetts      | Theophilus Bradbury (F) | Bradbury si è dimesso il 24 luglio 1797. Si sono fissate nuove elezioni il 4 agosto 1797.                                           | Bailey Bartlett (F)         | Insediato il 27 novembre 1797 |
| At-large New Hampshire | Jeremiah Smith (F)      | Smith si è dimesso il 26 luglio 1797. Si sono fissate nuove elezioni il 28 agosto 1797.                                             | Peleg Sprague (F)           | Insediato il 15 dicembre 1797 |
| At-large Connecticut   | James Davenport (F)     | Davenport è deceduto il 3 agosto 1797. Si sono fissate nuove elezioni il 18 settembre 1797.                                         | William Edmond (F)          | Insediato il 13 novembre 1797 |
| At-large Tennessee     | Andrew Jackson (DR)     | Jackson si è dimesso nel settembre 1797 avendo ottenuto un seggio in Senato. Si sono fissate nuove elezioni il 26 settembre 1797.   | William C.C. Claiborne (DR) | Insediato il 23 novembre 1797 |
| 5° Pennsylvania        | George Ege (F)          | Ege si è dimesso nell'ottobre 1797. Si sono fissate nuove elezioni il 10 ottobre 1797.                                              | Joseph Hiester (DR)         | Insediato il 1º dicembre 1797 |
| 4° Pennsylvania        | Samuel Sitgreaves (F)   | Sitgreaves si è dimesso nel 1798. Si sono fissate nuove elezioni il 9 ottobre 1798.                                                 | Robert Brown (DR)           | Insediato il 4 dicembre 1798  |
| 10° Carolina del Nord  | Nathan Bryan (DR)       | Bryan è deceduto il 4 giugno 1798. Si sono fissate nuove elezioni il 2 agosto 1798.                                                 | Richard D. Spaight (DR)     | Insediato il 10 dicembre 1798 |
| 1° Pennsylvania        | John Swanwick (DR)      | Swanwick è deceduto il 31 luglio 1798. Si sono fissate nuove elezioni il 9 ottobre 1798.                                            | Robert Waln (F)             | Insediato il 3 dicembre 1798  |
| At-large Connecticut   | Joshua Coit (F)         | Coit è deceduto il 5 settembre 1798. Si sono fissate nuove elezioni il 22 ottobre 1798.                                             | Jonathan Brace (F)          | Insediato il 3 dicembre 1798  |
| 9° Virginia            | William B. Giles (DR)   | Giles si è dimesso il 2 ottobre 1798. Si sono fissate nuove elezioni il 1º novembre 1798.                                           | Joseph Eggleston (DR)       | Insediato il 3 dicembre 1798  |

## Comitati
Qui di seguito si elencano i singoli comitati e i presidenti di ognuno (se disponibili).

### Senato
- Whole

### Camera dei rappresentanti
- Claims
- Commerce and Manifactures
- Elections
- Revisal and Unfinished Business
- Rules (select committee)
- Standards of Official Conduct
- Ways and Means
- Whole

### Comitati bicamerali (Joint)
- Enrolled Bills